# شبتين (بترون)
شبتين، هي قرية لبنانية من قرى قضاء البترون في محافظة الشمال.
تبعد شبتين حوالي 71 كلم عن بيروت عاصمة لبنان. ترتفع حوالي 500 م عن سطح البحر وتمتد على مساحة تُقدَّر بـ 526 هكتاراً.